# Csém
Csém är en ort i Ungern. Den ligger i provinsen Komárom-Esztergom, i den nordvästra delen av landet, 70 km väster om huvudstaden Budapest. Csém ligger 136 meter över havet och antalet invånare är 484.
Terrängen runt Csém är platt. Runt Csém är det ganska glesbefolkat, med 43 invånare per kvadratkilometer. Närmaste större samhälle är Tata, 17,6 km öster om Csém. Trakten runt Csém består till största delen av jordbruksmark.